# Лисича (річка)
Лисича (рос. Р. Лисичья) — річка в Україні у Перевальському районі Луганської області. Права притока річки Санжарівки (басейн Азовського моря).

## Опис
Довжина річки приблизно 9 км, найкоротша відстань між витоком і гирлом — 4,91  км, коефіцієнт звивистості річки — 1,14 . Формується багатьма безіменними струмками.

## Розташування
Бере початок на північно-західній стороні від села Вергулівка. Тече переважно на північний захід через село Надарівку і впадає у річку Санжарівку, праву притоку річки Лугані.